# Amilcar CC
O CC foi um carro esportivo leve fabricado entre 1922 e 1925 pela empresa francesa Amilcar. Tinha motor de 903 centímetros cúbicos com quatro cilindros que produziam 18 hp (13,4 kW) de potência.